# 금천구청역
금천구청역(Geumcheon-gu Office Station, 衿川區廳驛)은 서울특별시 금천구 시흥동에 있는 수도권 전철 1호선의 전철역이다. 이 역에서 경부선, 경부고속선이 시흥연결선을 통하여 분기한다. 2008년 12월 이후로는 영등포역, 광명역을 오가는 셔틀 열차의 분기/합류역 역할을 겸하고 있다. 현재 급행열차 운행 일환으로 대피선이 설치되어 있다. 안양천 하저터널로 광명역과 연결된다. 이 역부터 남영역까지 지상 구간이고 한국철도공사 구간이다. 한국철도공사와 서울교통공사와의 협약으로, 광명역은 한국철도공사 전동차만 들어온다.

## 역사
- 1908년 4월 1일 : 시흥역(始興驛)으로 영업 개시
- 1971년 9월 10일 : 무연탄화물 도착역 지정[5][6]
- 1974년 8월 15일 : 수도권 전철 1호선 개통
- 1981년 6월 1일 : 수소화물 취급 중지[7]
- 1981년 12월 11일 : 현 역사(驛舍) 준공[8]
- 1991년 11월 10일 : 쌍용정유 전용선 부설
- 1991년 11월 15일 : 무연탄, 양회, 유류 도착화물 한 취급 지정[9]
- 1999년 6월 1일 : 경부선 통일호 무정차 통과와 함께 일반 열차 취급 중지
- 2004년 4월 1일 : 경부고속철도 개통과 함께 경부고속선의 분기역이 됨[10]
- 2008년 12월 29일 : 금천구청역(衿川區廳驛)으로 역명 변경[11]
- 2009년 12월 1일 : 철도승차권 단말기 철거
- 2019년 12월 30일 : 1호선 급행 금천구청역 추가 정차
- 2020년 12월 31일 : 화물 취급 중지[12]

## 역 구조

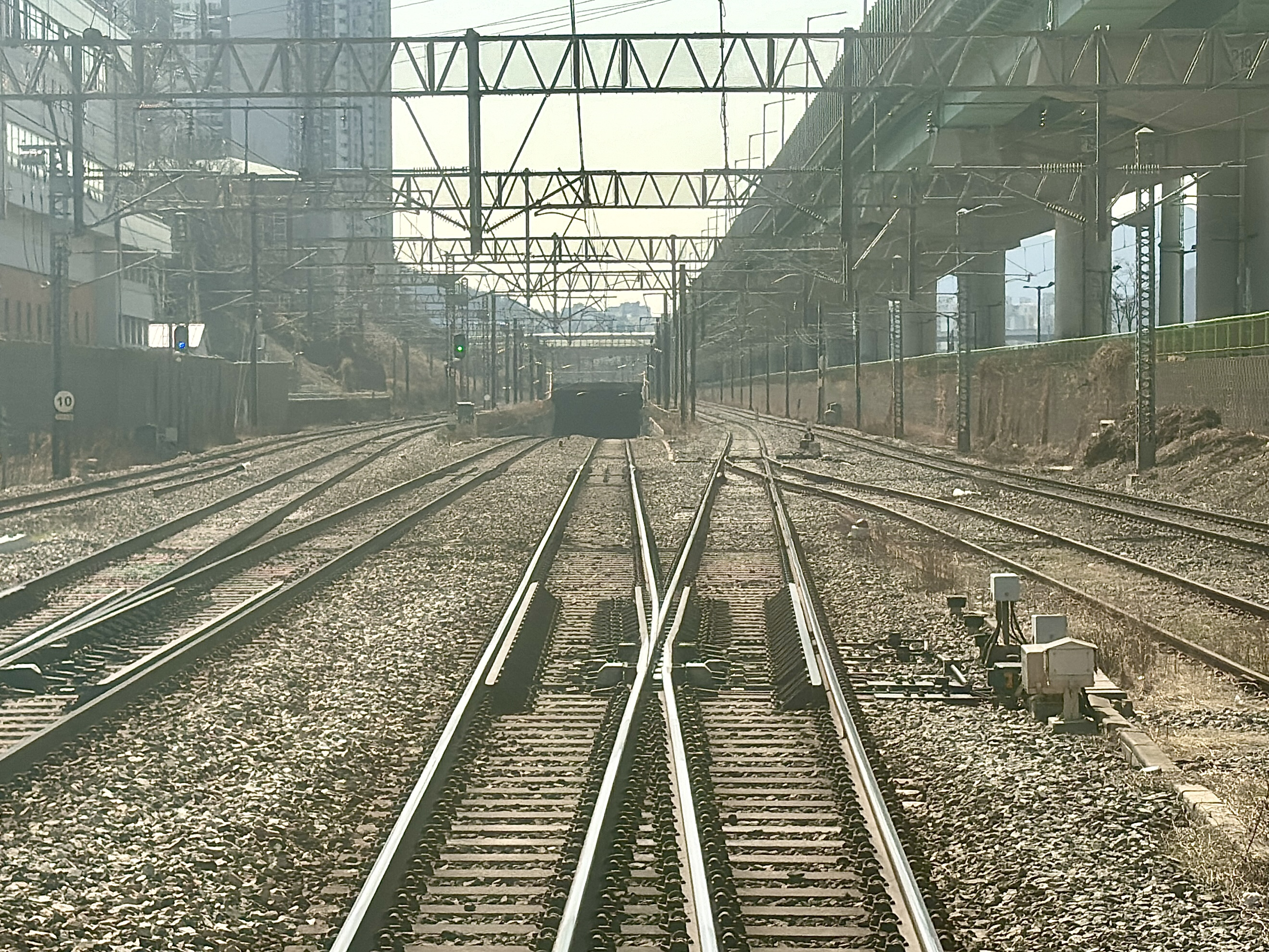
역 남쪽에 있는 경부고속선 시흥연결선 기점

2면 6선의 쌍섬식 승강장 형태의 지상역이며, 스크린도어가 설치되어 있다. 전철 승강장에서 독산역 방면에 일반 열차용 저상홈이 설치되어 있어 통일호가 정차하였으나 1999년 6월 1일 이후로 모두 무정차 통과하도록 변경되어 현재 사용하지 않고 있다. 출구는 한 개이다. 서울역(지상) 시종착 급행열차는 출퇴근 시간에만 정차한다. 청량리 시종착 급행 전동열차도 평일 출퇴근 시간 한정해서 이 역과 의왕역에 추가로 정차한다.

### 승강장
| ↑독산              |
| \| ４３ \| ２１ \| |
| 석수↓/광명↓        |

| 1 | ● 수도권 전철 1호선 | 광명 · 안양 · 군포 · 수원 · 병점 · 서동탄 · 천안 · 신창 방면 (일반, 급행) |
| 2 | ● 수도권 전철 1호선 | B급행 안양 · 군포 · 의왕 · 성균관대 · 수원 · 오산 · 평택 · 천안 방면      |
| 3 | ● 수도권 전철 1호선 | B급행 영등포 · 서울 방면                                                  |
| 4 | ● 수도권 전철 1호선 | 가산디지털단지 · 영등포 · 용산 · 광운대 방면 (일반, 급행)                 |

## 역 주변
- 금천구청
- 시흥1동행정복지센터
- 시흥1동치안센터
- 금천구보건소
- 안천초등학교
- 안천중학교
- 문일중학교
- 문일고등학교
- 홈플러스(시흥점)
- 롯데캐슬골드파크
- 서울금나래초등학교
- 금나래중앙공원
- 독산한신아파트
- 서울금천경찰서
- 서울시립서서울미술관 (2025년 11월 1일 개관 예정)

## 역명에 관한 이야기

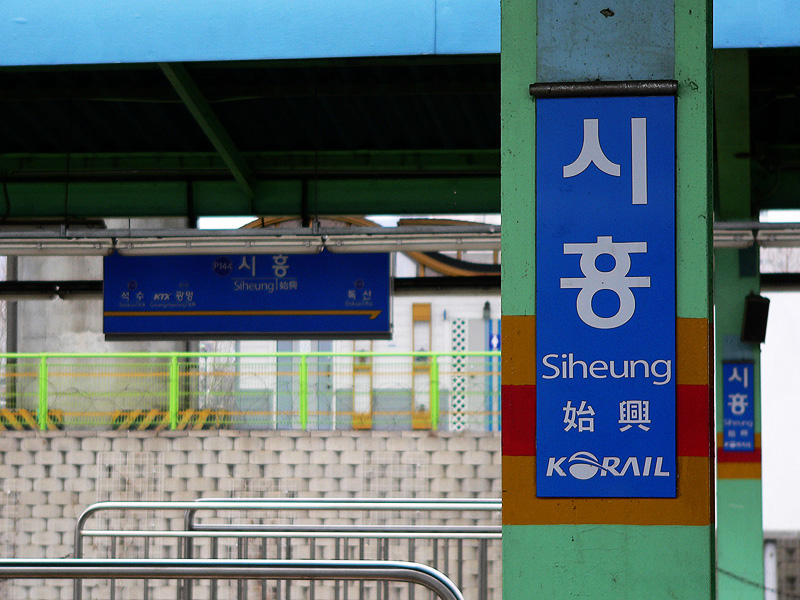
시흥역 시절의 역명판

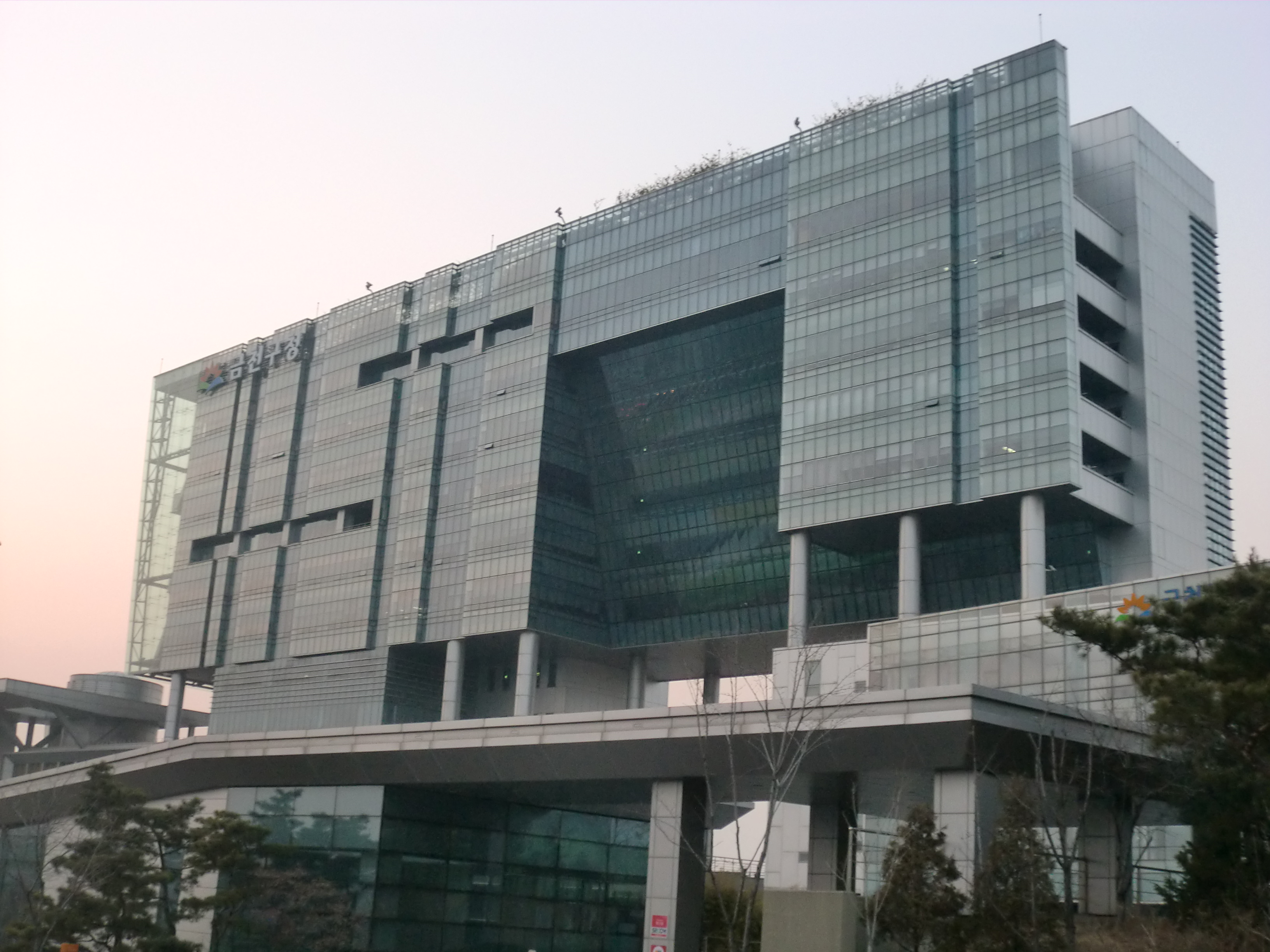
금천구청

원래 역명은 지명에서 유래한 시흥역(始興驛)이었는데, 경기도 시흥시 소재 역으로 오해되는 경우가 많았고, 지역 홍보 효과가 떨어진다고 판단하여 인근에 준공된 금천구청 신청사의 이름을 따라 역명을 변경하였다.
과거에 역명이 시흥이었던 탓에 이 역을 경기도 시흥시에 있는 역으로 오해하는 승객이 많았다. 당시 승강장과 개찰구에는 '여기는 서울시 금천구 시흥동입니다. 경기도 시흥시를 찾아가실 분은 목적지를 다시 한 번 확인하신 후에 소사역, 안양역에서 버스를 이용하시거나 4호선 오이도역, 정왕역을 이용해주시기 바랍니다.'라는 안내가 붙어 있었다.

### 시흥동과 시흥시
원래 이 지역은 1963년까지 당시 경기도 시흥군 동면에 속했던 지역으로, 조선시대 시흥군(옛 금천현, 시흥현)의 중심지로 관아가 위치했다. 1910년까지 시흥군의 중심지이자, 시흥군청이 위치하던 곳이었다. 하지만 1911년 영등포로 군청이 옮겨져서 자연히 시흥군의 중심지는 영등포로 옮겨지게 되었다. 1936년 경성부의 시계 확장 때 영등포읍이 경성부에 편입되어, 이후 시흥군의 중심지는 영등포에서 안양으로 이동하였고, 시흥군청도 안양읍으로 이전하였다.
시흥군의 중심지 기능을 상실한 시흥리 지역은 1963년 서울특별시에 편입되어, 옛날에 이 곳이 시흥군의 중심지였다는 사실은 시흥동이라는 지명에서나 남아 있다.
한편 시흥군은 주변 지역은 1970년대부터 1980년대 사이에 진행된 급격한 산업화와 수도권 위성도시들의 급격한 인구 유입 등으로, 1973년 안양시를 시작으로 차례로 광명시, 안산시, 과천시, 군포시, 의왕시가 시로 분리승격하게 되었다, 1989년 시흥군의 남은 지역인 소래읍(현 시흥시 대야동, 신천동, 은행동 일대), 군자면(현 시흥시 군자동, 정왕동, 월곶동 일대), 수암면(현 시흥시 목감동, 능곡동, 연성동 및 안산시 상록구 안산동 일대, 안산동은 1995년 시흥시에서 안산시로 편입) 지역을 남겨놓은 채 현재의 시흥시가 되었다. 이렇게 되어 현재의 시흥시 지명과 서울특별시의 금천 지역에서 따온 '시흥'이라는 지명과는 옛날에는 원래 동일한 행정구역이였지만, 현대에 들어와서 행정구역의 수많은 변화로 지금은 행정구역 및 생활권이 다른 지역이 되었다.
2008년 10월, 역 인근에 금천구청 신청사가 준공됨에 따라, 금천구에서는 국토해양부와 한국철도공사 등 유관 기관과 함께 역명 변경에 관한 협의를 진행하였다. 국토해양부에 의하면, 한국철도공사 등 관계기관의 의견조회를 하여 역명선정에 있어 행정구역 명칭인 금천역이 보다 우선시 되어야 함을 기본적으로 제안하여 금천역을 포함하여 지역주민 설문조사를 다시 시행할 것을 요청하였으나, 금천구청에서 2차 설문조사를 시행한 결과 금천구청역이 약 85%로 대다수 지역주민들이 금천구청역을 선호하는 것으로 나타났으며, 역명변경 추진과정에서도 특별한 반대여론은 없었고, 지자체의 2번에 걸친 설문조사 결과 주민의 대다수가 '금천구청역'에 찬성하였으며, 금천구청역명이 행정구역명과 동일한 지방자치단체의 사무소 명칭이므로 광역철도역명으로 사용가능 한 것으로 판단하여 역명을 개정하게 되었다고 한다. 이에 따라 2008년 12월 29일 현재의 역명으로 개칭하고 역 광장에서 기념식을 열었다.

## 승차량 변동
| 노선   | 승차 인원 | 승차 인원 | 승차 인원 | 승차 인원 | 승차 인원 | 승차 인원 | 승차 인원 | 승차 인원 | 주 석  |
| 노선   | 2000년    | 2001년    | 2002년    | 2003년    | 2004년    | 2005년    | 2006년    | 2007년    | 주 석  |
| ------ | --------- | --------- | --------- | --------- | --------- | --------- | --------- | --------- | ------ |
| 경부선 | 9990      | 11785     | 12063     | 14641     | 11264     | 10838     | 10914     | 11084     | [ 17 ] |
| 노선   | 2008년    | 2009년    | 2010년    | 2011년    | 2012년    | 2013년    | 2014년    | 2015년    |        |
| 경부선 | 11299     | 11502     | 11931     | 12167     | 12130     | 11915     | 11584     | 11572     | [ 17 ] |

## 사진

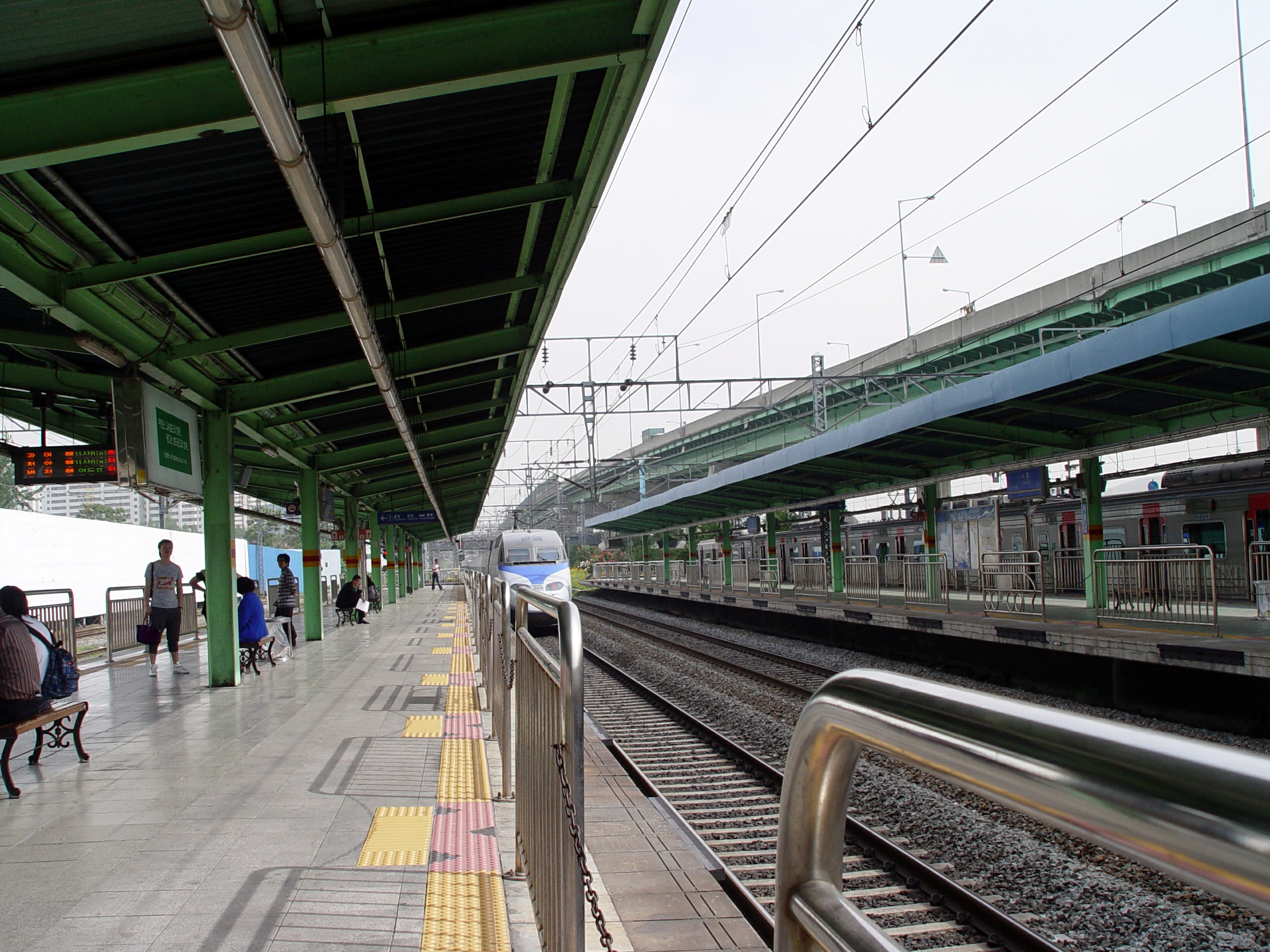
KTX의 통과 모습 (스크린도어 설치 전)
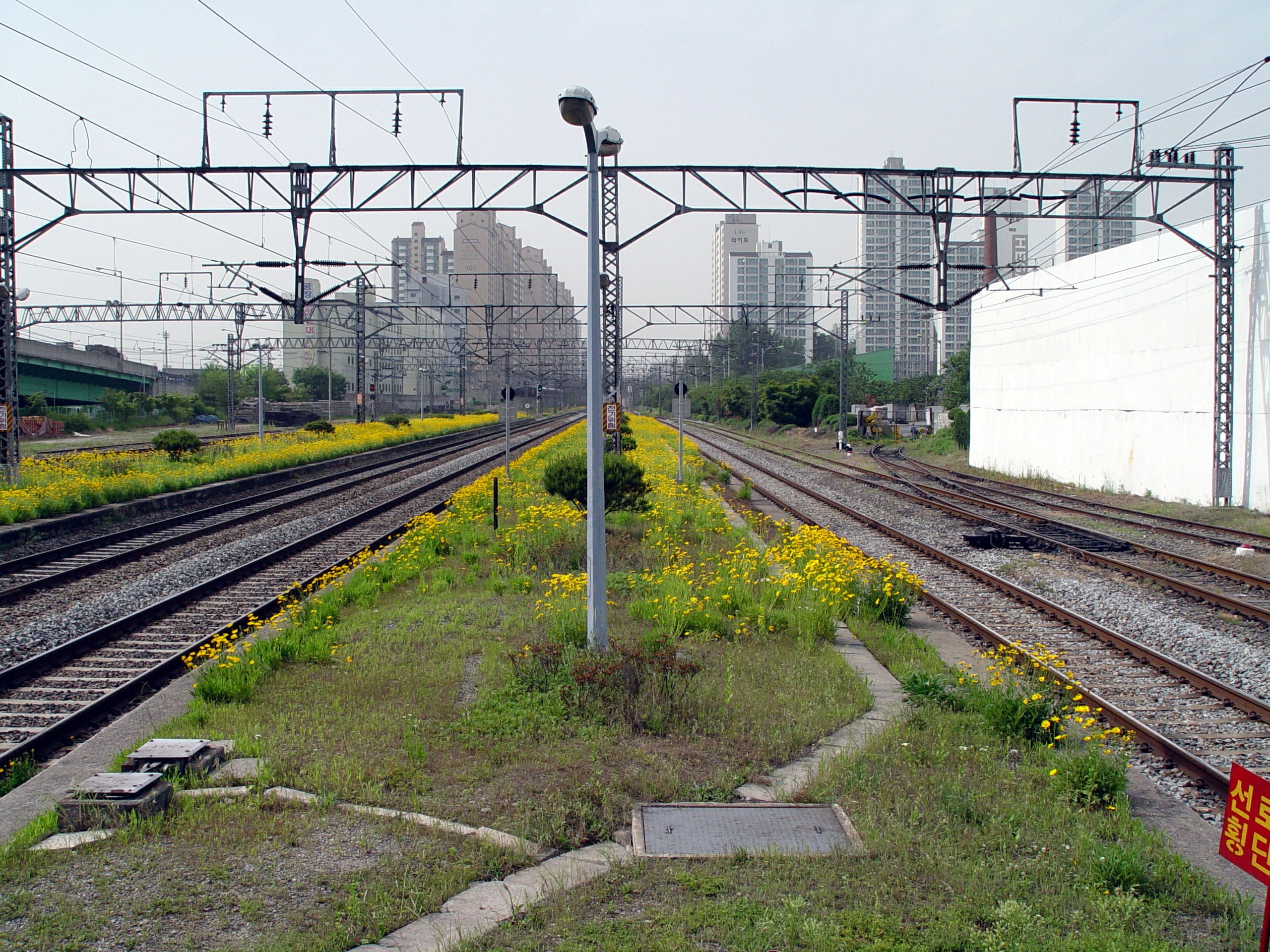
서울역 방면으로 바라본 모습
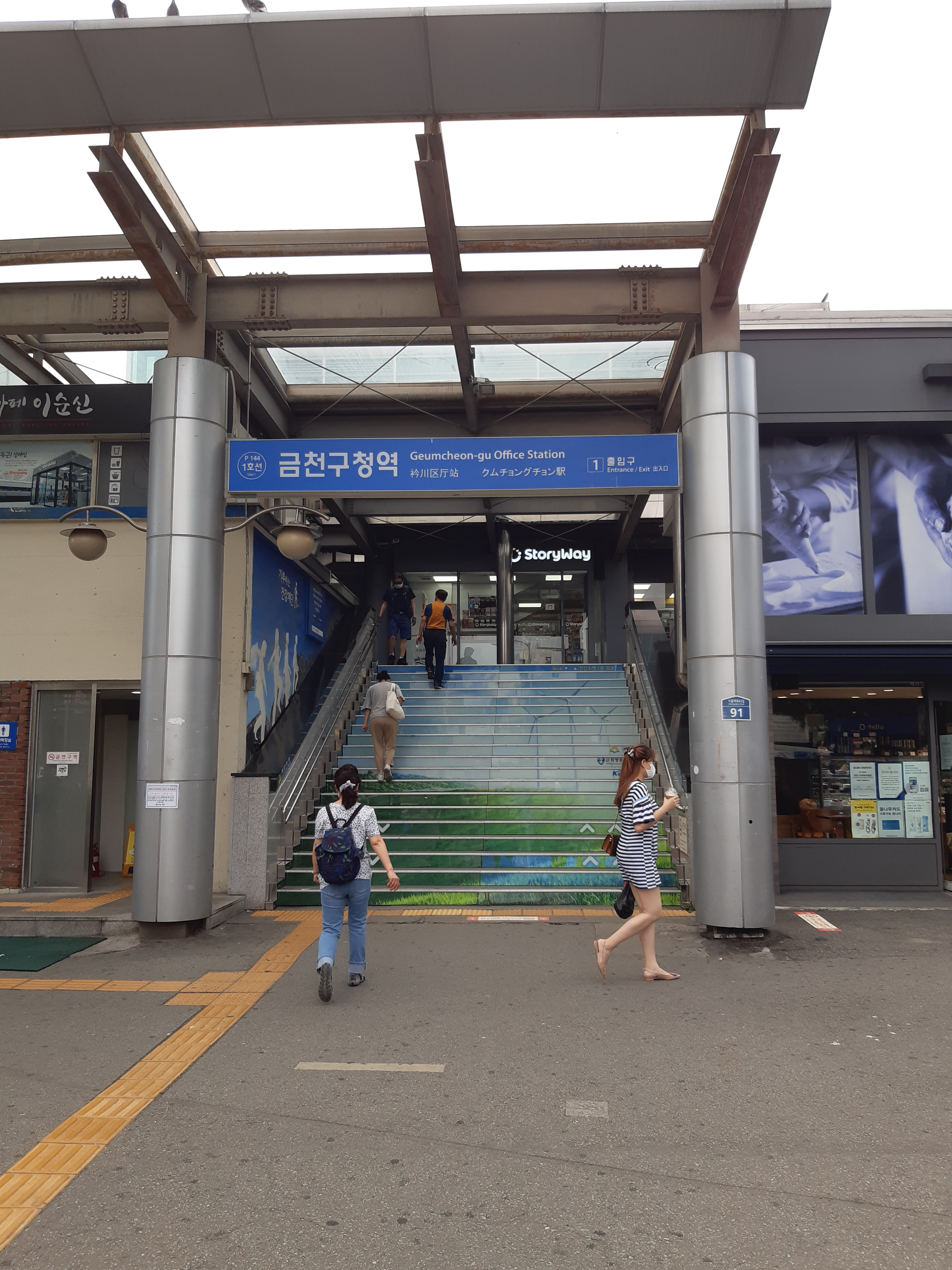
1번출구

## 인접한 역
| 경부선                           | 경부선                            | 경부선                       |
| -------------------------------- | --------------------------------- | ---------------------------- |
| P143 독산 의정부 방면            | ● 수도권 전철 1호선 경부선 완행   | P145 석수 서동탄 · 신창 방면 |
| P142 가산디지털단지 청량리 방면  | ● 수도권 전철 1호선 경부선 급행 A | P147 안양 신창 방면          |
| 139 영등포 서울역 (지상) 방면    | ● 수도권 전철 1호선 경부선 급행 B | P147 안양 천안 방면          |
| 경부선 · 시흥연결선 · 경부고속선 |                                   |                              |
| P143 독산 영등포 방면            | ● 수도권 전철 1호선 광명 셔틀     | P144-1 광명 방면             |